# ヘンリー・マクマホン

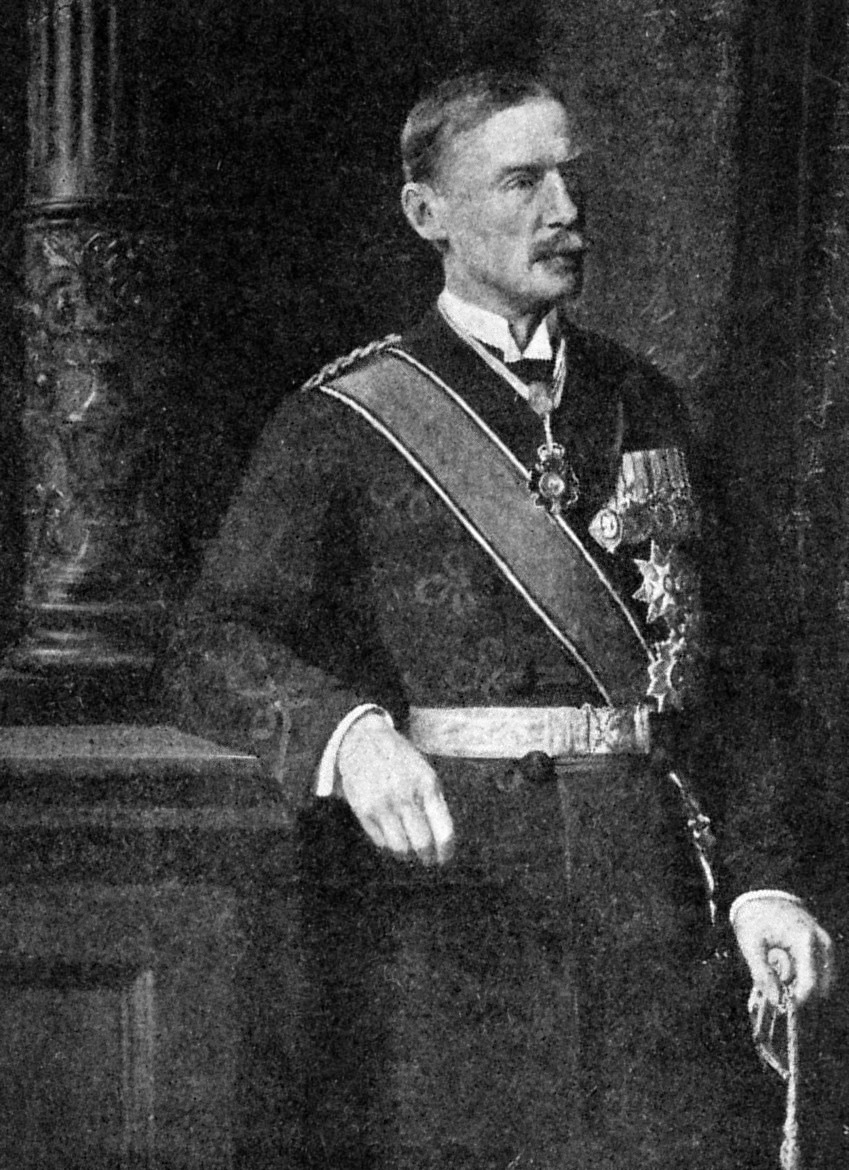
ヘンリー・マクマホン

サー・アーサー・ヘンリー・マクマホン（Sir Arthur Henry McMahon、1862年11月28日 - 1949年12月29日）は、イギリスの陸軍軍人、外交官。マクマホン・ラインやフサイン＝マクマホン協定に名を残す。

## 生涯
アイルランド系。父はチャールズ・アレクサンダー・マクマホン陸軍中将。ヘイリーベリー・アンド・インペリアル・サービス・カレッジ（イギリス東インド会社が設立したパブリック・スクール）、サンドハースト王立陸軍士官学校卒業。イギリス領インドに赴任した。1896年から1905年の間、バルチスタン、アフガニスタン、ペルシャ間の国境委員会に陸軍大佐として参画した。
1906年からインド帝国の保護領としてのバルチスタンの代表を務める。1911年から1914年はインド外務省で国務長官として勤務、1914年にはチベットとインドの境界画定を協議するシムラ会議にインド全権として出席、言語領域や文化領域を無視する形で英国に有利なように、ヒマラヤの稜線に沿う形で国境線を引く。これがいわゆるマクマホン・ラインである。時のチベット政府（ダライ・ラマ代表）はこのラインを承諾したが、当時の中華民国政府、および中華人民共和国政府は今に至るまで、この国境線を認めていない。
1915年にカイロに転勤し、エジプト・スーダン駐在英国高等弁務官となると、第一次世界大戦で中央同盟国側についたオスマン帝国の勢力を低下させるため、当時オスマン帝国の支配下にあったアラブ人有力者に接近した。その中でも、ムハンマドの後裔とされていたメッカの太守フサイン・イブン・アリーとの間に、後にフサイン＝マクマホン協定と呼ばれる往復書簡を交わし、フサインが反乱を起こす際にイギリスが支援することを約束した。
1919年に中東国際平和会議の英国代表コミッショナーに就任した。

## 栄典
- ロイヤル・ヴィクトリア勲章
- インド帝国勲章
- インド星陵勲章